# 留聲機圓筒

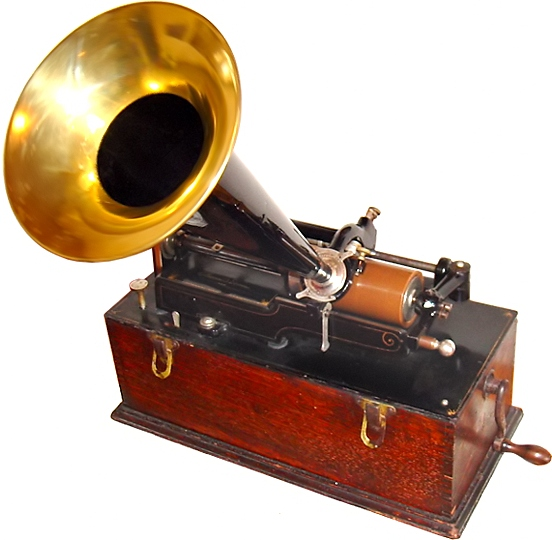
愛迪生蠟筒留聲機

留聲機圓筒（英語：Phonograph cylinders）是最早的錄音及放音媒介商品，在1896年至1915年最為流行，在當時被普遍稱為「唱片」（英語：records）。這些中空圓柱體的外側表面刻上聲頻，可以在圓筒留聲機上播放。在1910年代，黑胶唱片淘汰留聲機圓筒在市場上獨佔鰲頭，成為主流的錄音媒介商品。

## 早期發展

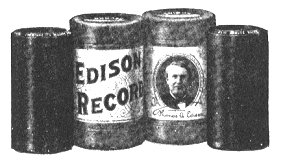
兩個愛迪生圓筒唱片（左、右）及它們的圓筒狀盒裝（中）

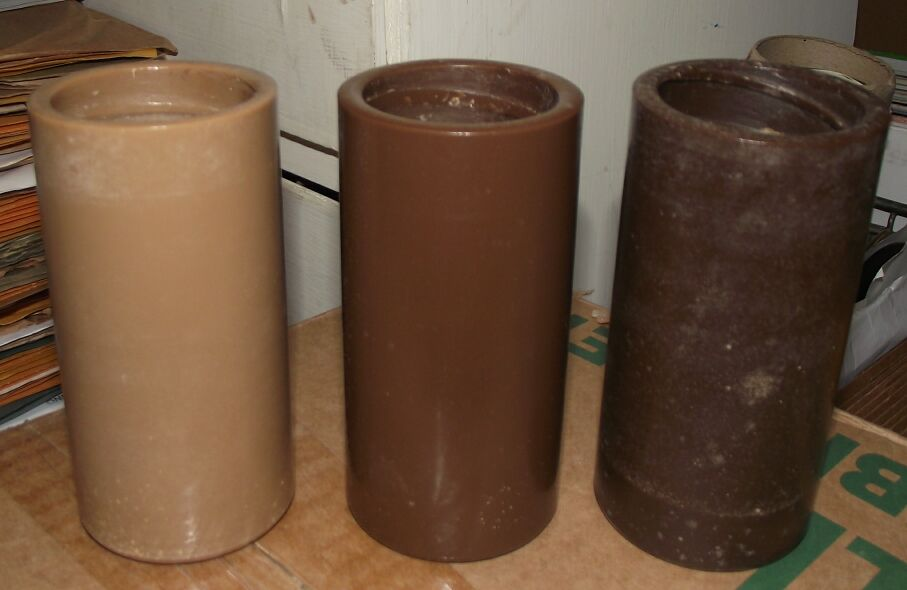
有多處磨損及黴菌侵蝕的蠟筒

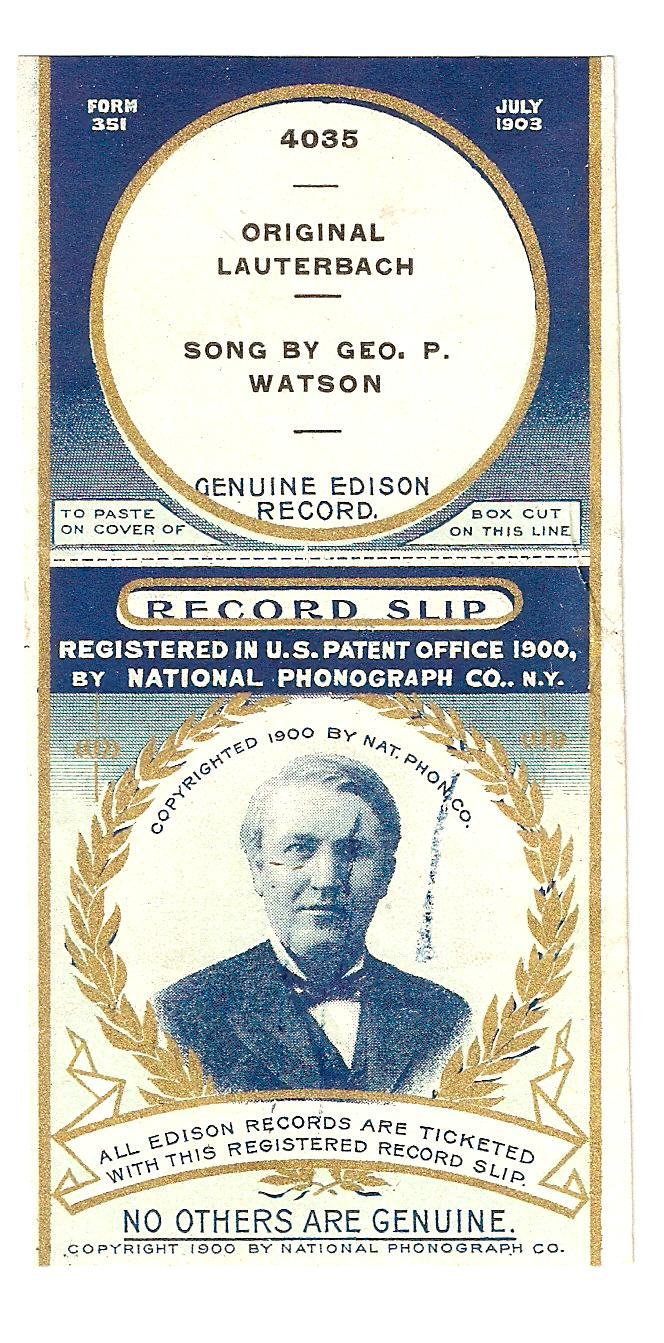
1903年留聲機圓筒唱片的紙片

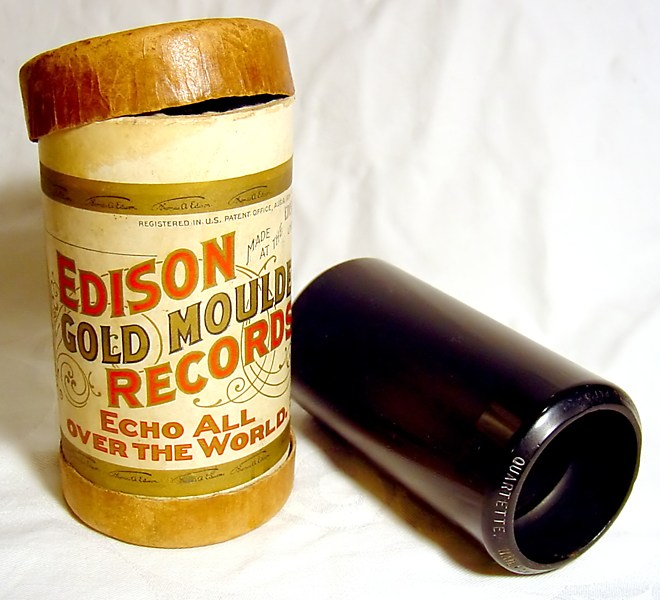
用黑色硬蠟製造的愛迪生金模唱片（約1904年）

湯瑪斯·愛迪生在1877年7月18日發明留聲機，他在同年12月用一張薄錫箔包裹一個金屬圓筒，用曲柄螺絲手動，首次成功在留聲機上記錄及播放清晰的聲音。不過，錫箔太容易碎裂，只能回放數次，而且音效「失真、吱吱作響」，作為原型的曲柄留聲機也只是被當作式樣推廣，不能帶來可觀的利潤，愛迪生轉而開發電燈，隨後錄音技術的進步是由其他人促成。
查爾斯·薩姆納·泰恩特、亞歷山大·格拉漢姆·貝爾及奇切斯特·貝爾在伏特實驗室經過七年的研究和試驗，研發出以蠟作為錄音的媒介，錄音方法改為雕版，而不是之前的刻紋，延長了播音的時間。這個改良版本稱為格拉福風留聲機，能夠在塗上一層蠟的卡板圓筒上錄音，圓筒長約6英寸，直徑約1英寸。美國國會的記錄員在1887年試用格拉福風留聲機，後來由錄音電話機公司生產銷售版。他們把格拉福風留聲機展示給愛迪生的代表之後，愛迪生很快就重啟留聲機的研發。他的定案是採用較厚的全蠟圓筒，使表面可以反覆刮掉以供重覆使用。格拉福風留聲機及愛迪生的「完美版留聲機」都在1888年投入市場。後來，雙方簽訂專利共享協議，棄用塗蠟的卡板圓筒，以愛迪生的全蠟圓筒為通用的標準格式。
愛迪生的公司及哥倫比亞留聲機公司在1889年開始發售錄有音樂的蠟筒。最初，顧客只有投幣機的業主，這些設置在拱廊及酒館的投幣機是最早的點唱機。不過，在數年之內，越來越多私人的留聲機用家購買這些蠟筒以供家用。蠟筒可以安放在留聲機的芯軸上播放，也可以把蠟筒拿出來。早期蠟筒唱片的轉動速度是每分鐘120次，長度約兩分鐘。它們是用較軟的蠟製成，播放過數十次之後會出現磨損，用家可以使用機件把蠟筒的表面磨平，使蠟筒可以重新錄製成新的唱片。
在19世紀將近之際，留聲機通常都連同唱片一起出售。更廉價的黑胶唱片留聲機在1890年代末開始大批推出市場，但圓筒留聲機同時具備錄音及放音的功能，而黑胶留聲機只能播放預製的音訊，因此商人、教育家等職業對圓筒留聲機仍有需求。
在製造留聲機的最早階段所生產的多種圓筒互不兼容，愛迪生唱片、哥倫比亞留聲機等公司在1880年代末同意按照標準的格式製造留聲機圓筒。標準的留聲機圓筒長4英寸，直徑2.125英寸。
隨著歲月的進步，所用的留聲機圓筒亦有改良，材質更堅硬使圓筒在播放許多次之後仍能保持音質。愛迪生唱片在1902年推出一種硬蠟圓筒，這種唱片被稱為「金模」。愛迪生發明了一種方法，從原版的圓筒製作一個模型，然後再利用這個模型批量生產圓筒。所謂金模是指在生產過程當中澆灌在原版圓筒的一層極薄的金屬，使之具備傳導性，稱為「噴金」。這種圓筒的每分鐘轉動速度達到160次。

## 包裝
留聲機圓筒是放置在卡板管子裡出售，管子的兩端都用卡板蓋子封上，朝上的一面可以打開。就像放置帽子的圓柱體容器，它們只是被簡單地稱為「盒子」，資深收藏家依然會用這個詞語指稱這些用來放置圓筒的容器。在這些「盒子」或管子裡，最早期的軟蠟圓筒會被厚厚的棉絮包裹著，後來的硬蠟圓筒則放在內附棉墊的管子裡，明膠圓筒就放在沒有任何襯墊的管子裡。這些管子通常是用以存放圓筒。它們的外觀使一向對音樂錄製持反對態度的約翰·菲利普·蘇薩借用馬克·吐溫所用的形容詞「罐頭音樂」加以嘲諷，但並沒有妨礙蘇薩的樂隊利用圓筒錄製音樂圖利。
最早的留聲機圓筒盒子在外層還包上一張棕色的紙條，紙上有時蓋有公司名稱的橡皮圖章。到1890年代末，唱片公司通常會在盒子的外面貼上沒有商標的印刷標籤，有時會用鉛筆寫上商品編號，但不會寫上可供識別內藏唱片的訊息。盒子之內有一張與圓筒放在一起的紙條，寫上唱片名稱及表演者的名字。在起初，這些資料是逐張手寫或打印出來的，到後來圓筒的銷量足以支撐印刷成本的時候，印刷版就變得普遍。唱片的開首部分通常會讀出唱片的名稱、演出者及唱片公司，使盜版製作變得困難。愛迪生唱片在1903年推出的唱片具有寫上唱片訊息、可供用家撕下貼在盒蓋上的貼紙。用家亦可選擇撕下圓形的部分貼在專門貯放這些圓筒唱片的貯存盒的軸心上，但只有少數人會購買這些貯存盒。在稍後，唱片公司把唱片的編號蓋印在盒蓋上，後來寫有唱片名稱及藝人姓名的印刷標籤附在盒蓋上。在20世紀之初，帶有這些訊息的縮版直接壓印或印刷在圓筒唱片的邊緣部分。

## 硬塑圓筒
發明家托馬斯·蘭伯特在1900年獲得一項專利，這項專利是指從原型的蠟筒身上製作出銅製模型的方法，蘭伯特運用一種早期的硬塑賽璐珞根據模型大量生產留聲機圓筒（事實上法國的恩里·利奧雷早在1893年就製造出賽璐珞圓筒）。這種圓筒在推出市場後旋即大受歡迎，它們比起硬蠟圓筒更加堅硬，不易破裂，在面世之際就被奉為「堅不可摧」。蘭伯特的芝加哥公司生產的第一款賽璐珞圓筒是粉紅色的，後來改為棕色，然後再改為黑色，把圓筒染色能夠減少表面噪音。用堅固物料製造的圓筒不能像蠟筒那樣把表面刮平，重新用作錄音，但它們近乎可以永久保存。
在數位音訊出現之前的模擬音訊時代，這種圓筒可以說是最耐用的錄音產品，耐用性比起後來的黑膠唱片更好。愛迪生早在1888年就預告他會發明製作賽璐珞圓筒唱片，但他在1902年才獲得專利，於是他起訴蘭伯特侵權，但法院的兩次判決均不利於愛迪生，愛迪生獲得的專利亦被法院判為無效。
不過，隨著蘭伯特的公司在1906年倒閉，堅不可摧唱片公司買下蘭伯特的專利，在1907年開始銷售賽璐珞圓筒。哥倫比亞唱片在1908年成為無堅不摧唱片的獨家分銷商。
愛迪生在1908年以「琥珀」的品牌推出一種名義上能夠播放四分鐘的蠟筒（一般是兩分鐘）。這種蠟筒是用較硬的蠟製造，以迎合較小的唱針。槽口被縮小，密度增加兩倍至每寸200個槽口，使播放時間得以延長。愛迪生的公司終於在1912年獲得蘭伯特的賽璐珞相關技術的專利，幾乎馬上就著手生產賽璐珞圓筒，成為「琥珀」品牌旗下的新產品「愛迪生藍色琥珀唱片」。這種賽璐珞圓筒的核心是用石膏灰泥製造，把賽璐珞染成藍色，另一款紫色的賽璐珞圓筒在1918年推出，稱為「豪華紫色琥珀唱片」。採用灰泥核可以減低賽璐珞收縮帶來的影響，但圓筒的表面在較差的存放條件之下仍會裂開，太潮濕及太乾燥的環境會令灰泥核出現損傷。不過，大部分的「愛迪生藍色琥珀唱片」時至今日仍能播放出令人滿意的音質。
為了切合留聲機圓筒的改良，愛迪生設計出多款具備內置及外置喇叭的留聲機，內置的喇叭被稱為「琥珀喇叭」。愛迪生以附帶換擋裝置及兩支唱針的K型放音器為賣點，推銷「爐邊型」留聲機，這種留聲機可以播放兩分鐘及四分鐘的圓筒唱片。改裝組件可供用家改裝留聲機，使原本播放兩分鐘圓筒的留聲機改成播放四分鐘的圓筒，專門用以播放四分鐘圓筒的H型放音器亦推出市場以供用家改裝。

## 圓筒與磁盤唱片的競爭
在1888年，愛米爾·貝利納發明了一種新的錄音方法，通過橫向震動在扁平的磁盤上錄音。在1900年之前，通過蠟筒播放的音質比起鍍鋅磁盤更出色。雖然蠟質磁盤的出現一度使差距收窄，但在1900年後，圓筒的音質進一步拋離磁盤，愛迪生的大型留聲機圓筒可以「更便利及更精確地記錄最高的泛音」。

### 圓筒的優勢
比起磁盤，圓筒具備一定的優勢。蠟筒可以用作家庭式錄製，後來出現的硬塑圓筒比起磁盤能夠播放更多次也不會損壞。圓筒的轉動速度是磁盤，但轉動最內側的線性速率相若，因此圓筒的音質傳真性在理論上更優秀。此外，採用恆定角速的磁盤在讀取內側部分的時候會出現失真的情況（讀取磁盤外側時的轉動速度比起讀取內側時較快），而採用恆定線速讀取的圓筒則沒有這個問題。
圓筒留聲機一般使用渦輪傳動裝置與唱片紋道同步推動唱針，而大部分的磁盤留聲機則單靠唱片紋道推動唱針，因此經過許多次播放的圓筒比起磁盤更少出現降解，但額外的裝置使圓筒留聲機更昂貴。

### 磁盤的優勢
大量生產磁盤唱片及磁盤留聲機的成本較低。磁盤唱片更易於存放，可以疊放在一起，或者放在紙套裡像書籍一樣排在架上，而且更省空間。
許多圓筒留聲機都利用一條帶子轉動心軸，帶子稍有滑動就會使心軸的轉動失衡，從而導致變音。使用齒輪轉動的磁盤留聲機更加穩定，重金屬的轉盤充當飛輪，有助減低轉速的波動。
在1908年之前，幾乎所有的美國磁盤唱片都是單面的。除了高價的古典唱片之外，在哥倫比亞唱片開始大量生產雙面唱片之後，這種唱片迅速成為業界的標準規格。磁盤唱片的容量實際上加倍，使它們的儲存效能優勢比起浪費空間的圓筒更加明顯。
磁盤唱片公司推行更有效的廣告及宣傳，最著名的是美國的勝利唱機公司及英聯邦的留聲機公司及HMV。恩里科·卡魯索等歌手被邀請獨家在磁盤唱片上錄製音樂，有助於向公眾灌輸他們的產品更優秀的印象。愛迪生亦試圖以垂直刻法錄音唱片打入磁盤唱片市場。

## 末落

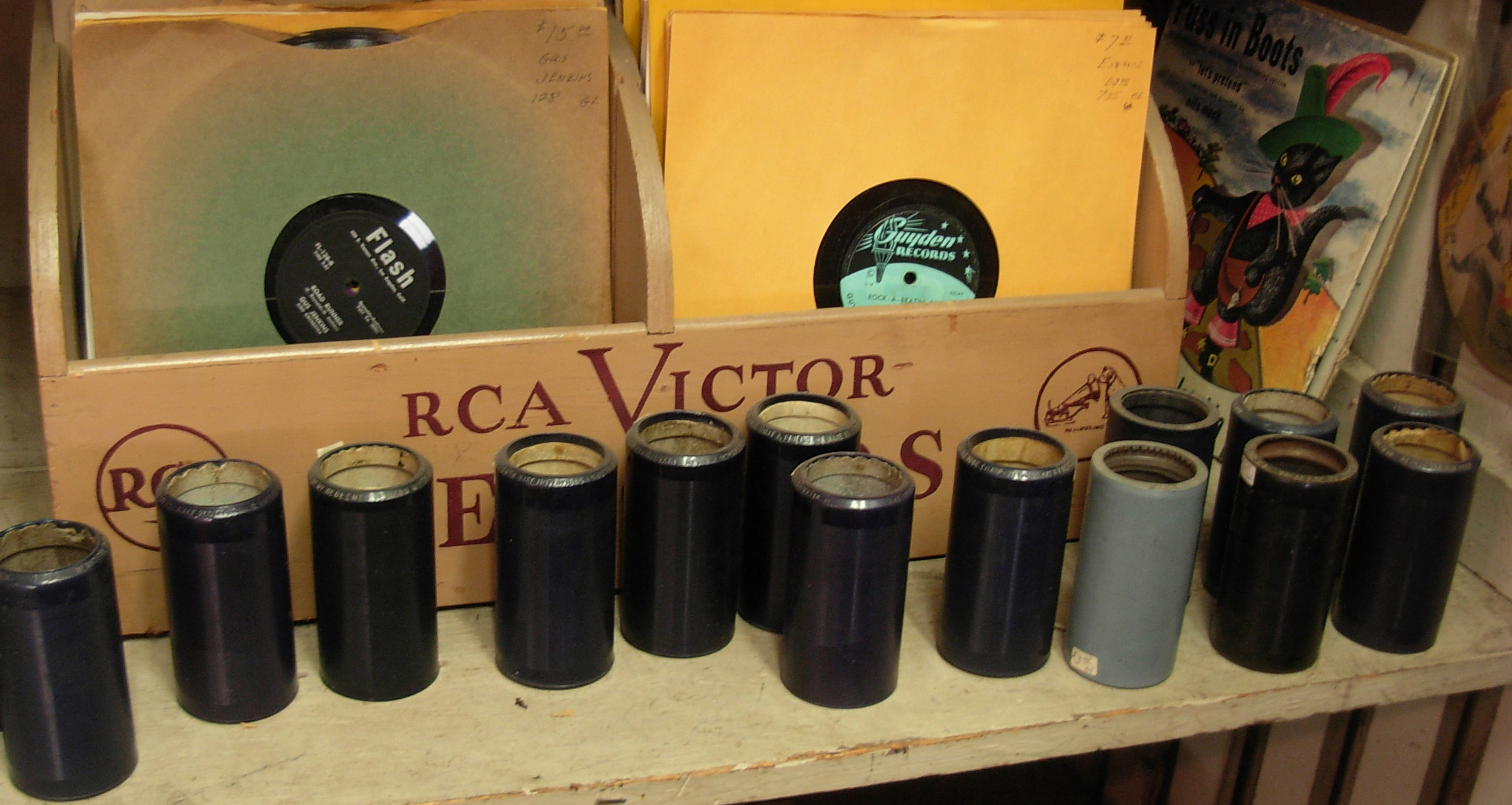
磁盤唱片與圓筒

圓筒唱片與逐漸增長的磁盤唱片市場的競爭一直延續至1910年代，結果是磁盤唱片大獲全勝。在1912年，同時銷售圓筒唱片及磁盤唱片的哥倫比亞唱片放棄圓筒的格式，愛迪生亦推出獨特的鑽石磁盤。在1915年開始，新推出的愛迪生圓筒唱片只不過是從磁盤唱片錄製出來，因此音質不如作為原型的磁盤唱片。雖然圓筒唱片的銷量大幅下滑到一個極低的數字，愛迪生在直至1929年之前仍一直製作這種格式的唱片以供圓筒留聲機的用家使用。

## 後世應用

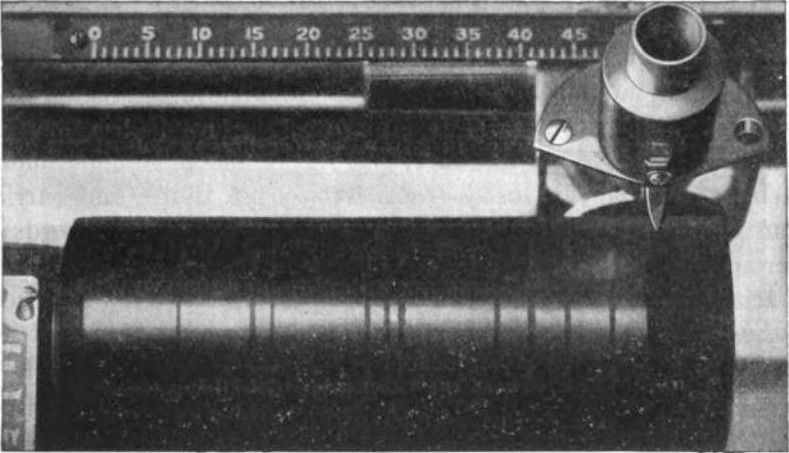
安裝在口述錄音機上的圓筒。記錄磁頭由左向右移動，圓筒上的黑線是磨損的痕跡，每個圓筒可以錄下1200－1500個字。把圓筒放在機器上刮平表面後可以重用用作錄音，可重用100－120次。

圓筒留聲機的技術在隨後的數十年繼續用於口述錄音機及傳聲機上，以供辦公室使用。
口述錄音機在1947年改用口述錄音帶取代蠟筒，用機器把紋道刻在一條膠帶上，而不是刻在蠟筒上，後來又改為使用磁帶錄音
。不過，用於舊式錄音機的圓筒仍未絕跡，在1950年還推出新型號的圓筒錄音機，圓筒及其他相關的物料直至1960年代仍然可以在市場上找到。
在20世紀末及21世紀初，一些新歌使用圓筒錄製，旨在採用過時的技術營造新奇效應，當中最著名的或許是樂隊他們將成巨人。他們在1996年去到新澤西州西奧蘭治的愛迪生國家歷史公園，使用一部1898年的愛迪生蠟筒留聲機錄製《我聽見你》及另外三首歌曲，不使用電子設備。《我聽見你》一曲發佈在同年推出的專輯《陳列室工場》裡，在2002年再被收錄在精選專輯《撥一首歌：他們將成巨人的二十年》裡。另外三首歌曲分別是《詹姆斯·K·波爾克》、《或許我知道》及《愛迪生博物館》，其中《愛迪生博物館》是一首描述錄製地點的歌曲。這些歌曲在2001年以動態圖像專家組音頻層III（MP3）的格式在網上正式發佈。
在21世紀，有廠商採用現代的堅固物料製造圓筒，例如英格蘭謝菲爾德的伏爾甘圓筒錄音公司及紐約鮑德溫的巫師圓筒錄音公司。
英國蒸汽朋克樂隊不甘於被無故責難的民族在2010年把他們的第一張專輯《這就是我說的蒸汽朋克！第一集》裡收錄的歌曲《下水道》製成蠟筒限量發售，產量只有40個，當中30個對外發售。盒裝裡內附說明如何用少於20英鎊的價格自製圓筒播放器。英國廣播公司在擊鍵、BBC在線及第五直播台有相關的報導。
2010年8月，英國唱片公司灰燼國際首次推出螢光留聲機圓筒唱片，唱片名稱是「埃芬厄姆的鬼魂」，是邁克爾.埃斯波西托及卡爾·邁克爾·范·豪斯沃爾夫的作品，由沃爾甘唱片公司限量生產150份。

## 保存

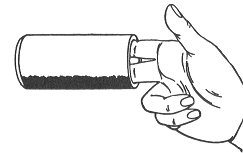
提取圓筒唱片的正確方法：手指放在內側，不要接觸有錄音內容的表面。

留聲機圓筒是儲存錄音的媒介，多次重放會使錄音變質及削弱音準，音訊亦會變得模糊。此外，當暴露在潮濕的環境下，霉菌會侵蝕圓筒的表面，導致錄音出現表面噪聲。亨利·沙穆設計的圓筒複錄機是目前唯一用以播放圓筒錄音的專業機器，使用圓筒錄音機的地方包括愛迪生國家歷史公園、鮑林格林州立大學、加利福尼亞大學聖塔芭芭拉分校及其他圖書館及藏庫。
另外，在現代還有一種嵌入式的卡盒底坐，適用於標準的愛迪生留聲機。只需要把留聲機原有的放音器移除，然後把底坐安裝上去就可以播放留聲機圓筒。
英國廣播公司的工程師在1990年代初製造了一部圓筒播放機，採用現代轉盤的線性循跡唱臂及奧托風公司的底坐，能夠運用各種算法重放錄音，而且可以把錄音內容轉化成數字錄音帶。留聲機圓筒能夠以光學掃描的方式讀取，對圓筒上的聲紋不會造成損傷。
為了保存具歷史價值的錄音，利用共軛焦顯微鏡可以讀取留聲機圓筒的內容，並轉化成數字音頻格式。在音質方面，大部分通過數字化處理的錄音都比原來用留聲機唱針播放更好。製作電子版本可以使檔案人員把有關錄音開放給更多的聽眾，這項技術亦有望可以修復受損的留聲機圓筒。
現代把留聲機圓筒與磁盤唱片的放音作出比較，通常會令人覺得磁盤唱片的面世使錄音的音準有大幅度的提升，但這是由於採用了現代的放音設備。使用大約1900年的設備播放，圓筒的音色並不比磁盤唱片差。此外，許多的圓筒錄音都是業餘作品，而磁盤錄音設備價格昂貴，在當時是供專業的音樂從業員使用，一般人無法負擔，所以許多粗劣的錄音都錄製在圓筒上，而大部分的磁盤唱片錄製都較理想。與早期的磁盤錄音一樣，所有圓筒錄音都是通過傳聲來錄音，自1920年代後，磁盤錄音開始採用電子錄製，錄音音頻的幅度得到極大的提升。
用作錄音的物料亦對保存性能有重要的影響。最早期的錫箔唱片容易出現磨損，把錫箔從圓筒上移走後就幾乎無法再播放。1890年代生產的軟蠟唱片亦容易損壞，大部分經已迭失，許多現存的軟蠟唱片受損嚴重到無法修復的地步，只能勉強聽到被噪音覆蓋的聲音。
現存仍然可以播放、最古老的蠟筒是來自1878年，內容是一位男子緩慢地誦讀「一點鐘、兩點鐘、三點鐘……」。除此之外最古老的蠟筒來自1888年，包括作曲家約翰尼斯·布拉姆斯的作品，原本已經損壞，但從1930年代的一份複本可以聽到鋼琴聲及噓聲。同年亦有亞瑟·蘇利文的簡短講話錄音，較為清晰可聽。稍後有尼娜·格里格的業餘錄音，源自1889年，幾乎不能聽到錄音的內容。

## 註腳
1. ↑  Holmes（2006年），第233页
2. ↑  Morton（2006年），第42页
3. ↑  Osborne（2014年），第11页
4. 1 2  Burgess（2014年），第8-9页
5. 1 2  Musser（1994年），第57页
6. 1 2  Morton（2006年），第16页
7. ↑  Holmes（2006年），第123页
8. ↑  Morton（2006年），第21-22页
9. ↑  Gronow & Saunio（1999年），第4页
10. ↑  Ennis（1992年），第44页
11. ↑  Morton（2006年），第40页
12. ↑  Dubey（2009年），第139页
13. ↑  Lawrence（1991年），第15页
14. ↑  Brady（2012年），第24-25页
15. ↑  Welch & Burt（1994年），第89页
16. ↑  Hoffmann（2004年），第528页
17. ↑  Shambarger（1995年），第133-161页
18. ↑  Herbert & Barlow（2013年），第237页
19. ↑  Baker（2005年），第4页
20. ↑  Gitelman（1999年），第166页
21. 1 2  Welch & Burt（1994年），第81-82页
22. ↑  Millard（2005年），第57-58页
23. ↑  Welch（1972年），第83-101页
24. ↑  Marco & Andrews（1993年），第380页
25. 1 2  Lawrence & Varjola（2010年），第40页
26. ↑  Holmes（2013年），第65页
27. ↑  Welch & Burt（1994年），第138页
28. ↑  Morton（2000年），第18页
29. ↑  Dethlefson（1997年），第11页
30. ↑  Millard（2005年），第58页
31. ↑  Welch & Burt（1994年），第141页
32. ↑  Reiss（2007年），第131页
33. ↑  Hoffmann（2004年），第718页
34. ↑  Fabrizio & Paul（2003年），第222页
35. ↑  Costa（2012年），第6-7页
36. ↑  Holmes（2013年），第80页
37. ↑  Self（2014年），第274-275页
38. ↑  Nisbett（2003年），第222页
39. ↑  Bierley（2006年），第80页
40. ↑  Hoffmann（2004年），第432页
41. ↑  McAllister & West（2013年），第16页
42. 1 2  Kennedy（2013年），第20页
43. ↑  Stefik（2000年），第19页
44. ↑  Dethlefson（1997年），第18页
45. ↑  Reiss（2007年），第59页
46. ↑  Hoffmann（2004年），第2004页
47. ↑  Morton（2006年），第48页
48. ↑  Reed & Sandifer（2013年），第65页
49. ↑  Self（2014年），第275页
50. 1 2  Fadeyev等（2005年），第485-508页
51. ↑  Kennedy，Rutherford-Johnson & Kennedy（2013年），第691-692页
52. ↑  Alvarado（2002年），第149页
53. ↑  Brooks & Spottswood（2004年），第9页
54. ↑  Brooks & Spottswood（2004年），第4页
55. ↑  Gronow & Saunio（1999年），第5页
56. ↑  Snow & Dompierre（1994年），第260页
57. ↑  Matthew-Walker（1993年），第17页